# Gary Figueroa
Gary Lee Figueroa (Phoenix, 28 settembre 1956) è un ex pallanuotista statunitense, vincitore di una medaglia d'argento alle olimpiadi di Los Angeles 1984.